# Torneo Internacional de Chile 1948
El Torneo Internacional de Chile 1948, nominado como Cuadrangular de Santiago 1948, fue la 4º edición del torneo amistoso de fútbol, de carácter internacional, disputado en Santiago de Chile. Se jugó en enero de 1948.
El cuadrangular, que se desarrolló bajo el sistema de todos contra todos, contó con la participación de Magallanes y del Combinado Universitario (Seleccionado Universitario), denominación que se le dio a un combinado formado con jugadores de Universidad Católica y de Universidad de Chile como equipos anfitriones, y como equipos invitados Flamengo de (Brasil) y Olimpia de (Paraguay).
Todos los partidos se jugaron en el Estadio Nacional de Chile.  Magallanes fue campeón en calidad invicto.

## Datos de los equipos participantes
| Equipo                  | Calidad                                                             |
| ----------------------- | ------------------------------------------------------------------- |
| Magallanes              | Anfitrión y octavo lugar de la Primera División de Chile 1947       |
| Combinado Universitario | Anfitriones y ambos equipos de Torneo de Primera División de Chile. |
| Olimpia                 | Invitado y campeón de la Primera División de Paraguay 1947          |
| Flamengo                | Invitado y competidor en el Campeonato Carioca 1947                 |

1. ↑  Formado por Universidad de Chile y Universidad Católica

## Aspectos generales

### Modalidad
El torneo se jugó en una sola rueda de tres fechas, bajo el sistema de todos contra todos, resultando campeón aquel equipo que acumulase más puntos en la tabla de posiciones.

## Partidos

### Fecha 1
| Combinado Universitario | 4 - 3 | Flamengo |
| Magallanes              | 1 - 1 | Olimpia  |

### Fecha 2
| Magallanes              | 2 - 2 | Flamengo |
| Combinado Universitario | 2 - 3 | Olimpia  |

### Fecha 3
| Olimpia    | 0 - 1 | Flamengo                |
| Magallanes | 2 - 1 | Combinado Universitario |

## Tabla de posiciones
| Pos | Equipo                  | PJ | PG | PE | PP | GF | GC | Dif | Pts |
| --- | ----------------------- | -- | -- | -- | -- | -- | -- | --- | --- |
| 1   | Magallanes              | 3  | 1  | 2  | 0  | 5  | 4  | 1   | 4   |
| 2   | Flamengo                | 3  | 1  | 1  | 1  | 6  | 6  | 0   | 3   |
| 3   | Olimpia                 | 3  | 1  | 1  | 1  | 4  | 4  | 0   | 3   |
| 4   | Combinado Universitario | 3  | 1  | 0  | 2  | 7  | 8  | -1  | 2   |

Pos = Posición; PJ = Partidos jugados; PG = Partidos ganados; PE = Partidos empatados; PP = Partidos perdidos; GF = Goles a favor; GC = Goles en contra; Dif = Diferencia de gol; Pts = Puntos
|  | Campeón |

## Campeón
| Chile                |
| Magallanes 1º título |